# نهائي كأس أوكرانيا 2019
نهائي كأس أوكرانيا 2019 هي المباراة النهائية من منافسة كأس أوكرانيا 2018–19، أقيمت المباراة في 15 مايو 2019، في Slavutych-Arena ‏، بين فريقي نادي شاختار دونيتسك، وFC Inhulets Petrove ‏، وفاز فيها نادي شاختار دونيتسك، بعد أن هزم FC Inhulets Petrove ‏، بنتيجة 4 - 0، وحضر المباراة 11100 شخصاً.

## تفاصيل المباراة
لعبت المباراة النهائية في 15 مايو 2019.
| نادي شاختار دونيتسك | 4 -0 | No ID |
| ------------------- | ---- | ----- |
|                     |      |       |